# Benedetto da Maiano
Benedetto da Maiano (1442 – 24. maj 1497) je bil italijanski kipar zgodnje renesanse.

## Življenjepis
Rojen v vasi Maiano (danes del Fiesole), je svojo kariero začel kot spremljevalec svojega brata, arhitekta Giuliana da Maiana. Ko je dopolnil trideset let, je začel delati pri kiparju Antoniu Rossellinu. Tam se je naučil delati z [[marmor]gjem in sčasoma postal bolj znan kot Rossellino in eden najpomembnejših kiparjev 15. stoletja. V zgodnjem življenju se je specializiral za leseni mozaik. Ogrski kralj Matija Korvin ga je povabil na svoj dvor in pravijo, da se je zaradi uničenja nekega intarzijskega dela, ki ga je odnesel k svojemu kraljevemu pokrovitelju, odločil poiskati bolj trpežen material.
Njegova zgodnja mu pripisana dela so relikviarij, posvečen San Savinu za stolnico v Faenzi. Čeprav je bil bolj ploden pri kiparstvu verskih predmetov, je izrezljal tudi nekaj portretov pomembnih Firenčanov; na primer leta 1474 doprsni kip Pietra Mellinija v Bargellu.
Leta 1475 je z bratom Giulianom delal pri kolegijski cerkvi v San Gimignanu. Najpomembnejši Benedettov prispevek je bil klesan oltar v kapeli Santa Fina.
Leta 1480 je izdelal okvir vrat za Palazzo Vecchio v Firencah. Marmorna prižnica v baziliki sv. Križa v Firencah velja za njegovo mojstrovino. Na prižnici so prizori iz življenja sv. Frančiška Asiškega. Tudi leta 1480 je s svojim bratom Giulianom zgradil in izdelal skulpture za mali oratorij Madonne dell'Olivo zunaj [[Prato|Prata]g. Mladi sv. Janez Bargelskimu  je pripisan letu 1481.
Leta 1489 je Benedetto zasnoval [[Strozzijeva palača| Strozzijevo palačo]g v Firencah, ki še vedno stoji (nadaljeval Cronaca). Domneva se, da je odšel v Neapelj leta 1490 in tam končal dela, ki jih je začel Rossellino v cerkvi Sant'Anna. V Neaplju je izvedel tudi različne skulpture, med njimi tudi Oznanjenje v cerkvi Monte Oliveto.  Kot arhitekt je ustvaril grobnico Filippa Strozzija z rondelom Mati in otrok, ki ga podpirajo kerubi v baziliki Santa Maria Novella v Firencah, in portik Santa Maria delle Grazie v Arezzu.
Umrl je v Firencah v starosti 55 let.